# ماوري فونسيكا
ماوري فونسيكا (بالبرتغالية: Mauri Fonseca‏) هو سباح برازيلي، ولد في 12 سبتمبر 1941 في بورتو أليغري في البرازيل.

## روابط خارجية
- ماوري فونسيكا على موقع الاتحاد الدولي للسباحة (الإنجليزية)
- ماوري فونسيكا على موقع SwimRankings.net (الإنجليزية)
- ماوري فونسيكا على موقع اللجنة الأولمبية الدولية (الإنجليزية)
- ماوري فونسيكا على موقع أوليمبيديا (الإنجليزية)